# El Ideal Gallego
El Ideal Gallego es un periódico editado en la ciudad española de La Coruña desde el 1 de abril de 1917.

## Historia
Editado en La Coruña y fundado por José Toubes Pego, su primer número apareció el 1 de abril de 1917. Se publicaba con el subtítulo «Diario católico, regionalista e independiente». El nuevo diario logró alcanzar una posición influyente. Para 1927 declaraba tener una tirada diaria de 10000 ejemplares. Durante el periodo de la Segunda República adoptaría posturas más conservadoras, llegando a apoyar a la coalición conservadora CEDA. En 1932, tras la «Sanjurjada», el periódico fue suspendido brevemente por las autoridades republicanas, repareciendo poco después.
Su primer director fue Alfredo García Ramos, que permaneció en el puesto hasta 1920. A este le sustituyeron otros hasta que en 1931 el periódico pasó a ser gestionado por la Editorial Católica. Uno de sus directores durante la dictadura franquista, Arcadio Vilela Gárate, fue asesinado por el «maquis» antifranquista en 1946.
La etapa de Santiago Lozano como director coincidió con un periodo de esplendor para el periódico, que llegó a superar —y hasta duplicar— las ventas de su principal competidor periodístico, La Voz de Galicia.
Desde el año 2024 Rubén Ventureira se encarga de la dirección, así como de la coordinación del grupo editorial La Capital, recogiendo el testigo de Andrés Ríos, grupo al que, además de El Ideal Gallego, pertenecen Diario de Arousa, Diario de Bergantiños, Diario de Compostela, Diario de Ferrol y DXT Campeón, primer diario deportivo de Galicia. El Ideal Gallego y todo el grupo editorial están abordando la transición digital manteniendo su distintivo carácter local.

## Suplementos
Publicó una "Hoja literaria" en la década de 1920. En la década de 1960 se incluyó en el suplemento dominical una hoja cultural: "Arco da Vella" («Arcoiris») en gallego, de la que se responsabilizaba la Agrupación Cultural O Facho. Entre 1984 y 1990 el periódico editó el suplemento bilingüe Cataventos («Veleta»). En 1992 el periódico pasó a editar en el ejemplar dominical el suplemento Cultural 92.